# Nagyváradi AC
A Nagyváradi AC egy 1910-ben alapított labdarúgócsapat. Egyszeres magyar és román bajnok. Az első vidéki bajnokcsapat volt a magyar élvonalban.

## Története
2010. november 9-én Nagyváradon szobrot avattak a klub alapításának századik évfordulóján. A szobor a Brăteanu-parkban (korábban Bunyitay-liget) áll, ahol 1910. július 31-én első hivatalos mérkőzését játszotta a Nagyváradi AC a Kolozsvári VSC ellen. A két labdarúgót ábrázoló bronzszobor a marosvásárhelyi Deák Árpád alkotása.

### Az egyesület nevei
A klub fennállása során több alkalommal is nevet változtatott. Ezek a következők voltak:
- 1910–1945 : Nagyváradi Atlétikai Club (NAC), románul: Clubul Atletic Oradea (CAO)
- 1945–1948 : Clubul Sportiv Libertatea Oradea, magyarul: Nagyváradi Szabadság SC
- 1948–1951 : Întreprinderea Comunala Oradea (ICO)
- 1951–1958 : Progresul Oradea, magyarul: Nagyváradi Haladás
- 1958–1961 : Clubul Sportiv Oradea
- 1961–1963 : Crișana Oradea
- 2017–: Club Atletic Oradea (CAO)

## Eredmények

### Román élvonalbeli bajnoki szereplések
Az 1920-as években Romániában kerületi bajnokságok voltak, és ezek győztesei kiesés rendszerben döntötték el a bajnokság sorsát. 1923–24-ben és a rákövetkező idényben a Nagyvárad kerületi bajnok lett. Először a döntőig is eljutott, de vereséget szenvedett, a következő idényben a negyeddöntőben búcsúzott. 1932–33-tól, két szezon keresztül két csoportos volt a bajnokság és a két győztes játszotta a döntőt a bajnoki címért. Ebben az időszakban a Nagyvárad csoportjában a 2., majd a 3. lett. 1934–35-től, három idényen át a bajnokság országos volt. A Nagyvárad rögtön az első idényben ezüstérmes lett, utána 4., majd 6. Az 1937–38-as idénytől ismét kétcsoportos volt a bajnokság. A váradi csapat csoportjában a 7. helyen végzett és kiesett az első osztályból. Ezt követően két idényt a másodosztályban szerepelt, majd 1940-ben Nagyvárad ismét Magyarország része lett és a magyar élvonalban szerepelt a csapat. 1945-ben, a második világháború után a nagyváradi csapat a román bajnokságban szerepelt. 1948–49-ben bajnok lett, 1951-ben bronzérmes. Először 1954-ben esett ki az élvonalból, majd még kétszer és 1963-ban megszüntették a klubot. 2017-ben a labdarúgócsapat újjáalakult és szereplését a román labdarúgó-bajnokság ötödosztályában kezdte meg.
- Román labdarúgó-bajnokság
  - bajnok (1): 1948–49
  - ezüstérmes (2): 1923–24, 1934–35
  - bronzérmes (1): 1951

| Idény   | Helyezés | Idény   | Helyezés  | Idény    | Helyezés  | Idény    | Helyezés    |
| ------- | -------- | ------- | --------- | -------- | --------- | -------- | ----------- |
| 1923–24 | 2. hely  | 1924–25 | 5-8. hely | 1932–33* | 3-4. hely | 1933–34* | 5-6. hely   |
| 1934–35 | 2. hely  | 1935–36 | 4. hely   | 1936–37  | 6. hely   | 1937–38* | 13-14. hely |

*A bajnokságot két csoportban rendezték meg.
| Idény   | Helyezés | Idény   | Helyezés | Idény   | Helyezés | Idény | Helyezés |
| ------- | -------- | ------- | -------- | ------- | -------- | ----- | -------- |
| 1946–47 | 8. hely  | 1947–48 | 6. hely  | 1948–49 | BAJNOK   | 1950  | 7. hely  |
| 1951    | 3. hely  | 1952    | 6. hely  | 1953    | 11. hely | 1954  | 14. hely |
| 1956    | 8. hely  | 1957–58 | 12. hely | 1962–63 | 13. hely |       |          |

### Magyar élvonalbeli bajnoki szereplések
1940-ben, a második bécsi döntést követően Észak-Erdély ismét Magyarország része lett. A Nagyváradi AC 1941-ben Erdély bajnoka lett és így a következő idénytől az élvonalban szerepelhetett. Először ötödik, majd ezüstérmes lett. Az 1943–44-es idényben, vidéki csapatként először megnyerte a magyar bajnokságot. A következő idény félbeszakadt a második világháború harcai miatt, majd Nagyvárad ismét Romániához került.
- Magyar labdarúgó-bajnokság
  - bajnok (1): 1943–44
  - ezüstérmes (1): 1942–43

| Idény   | helyezés | Idény   | helyezés | Idény   | helyezés |
| ------- | -------- | ------- | -------- | ------- | -------- |
| 1941–42 | 5. hely  | 1942–43 | 2. hely  | 1943–44 | BAJNOK   |

### Szereplések a román labdarúgókupában
A klub összesen kétszer szerepelt a román labdarúgókupa döntőjében. 1955-ben elvesztette, majd a következő évben megnyerte a kupát.
- Román labdarúgókupa (Cupa României)
  - kupagyőztes (1): 1956
  - ezüstérmes (1): 1955

## Ismertebb játékosok
* a félkövérrel írt játékosok rendelkeznek felnőtt válogatottsággal.
| - Barátky Gyula - Bodola Gyula - Kovács Miklós - Mészáros Ferenc - Pecsovszky József - Spielmann Ferenc - Ströck Albert - Tóth Mátyás - Vécsey Adolf | - Berkessy Elemér - Kovács János - Lóránt Gyula - Ónody Andor | - Vasile Chiroiu - Czinczér István - Mircea David - Deményi Rudolf - Ferenczi Antal - Glanzmann Ede - Incze László | - Juhász Gusztáv - Kocsis Elemér - Rónay Ferenc - Simatoc Miklós - Stibinger János - Váczi György - Zilahi László |  |

## A Nagyváradi AC gólkirályai az élvonalban
Román élvonal
- 1948–49: Váczi György 24 gól
- 1951: Váczi György 23 gól[6]

## A klub edzői
| - Remmer Lajos 1932–? - Rónay Ferenc 1936–37 - Blum Zoltán 1937 - Rónay Ferenc 1940–44 - Sonnenwirth Zsigmond 1945 | - Barátky Gyula 1946–47 - Kovács Miklós 1948–50 - Juhász Gusztáv 1950–52 - Nagy Géza 1952 - Barátky Gyula 1953–54 | - Fuszek Kamill 1956 - Bartha Károly 1957–58 - Rónay Ferenc 1962–63 |